# کولکورد (اکلاهما)
کولکورد(به انگلیسی: Colcord) شهری در ایالت اکلاهما کشور ایالات متحده آمریکا است که جمعیت آن در سرشماری سال ۲۰۱۰ میلادی، ۸۱۵ نفر بوده‌است.